# Международная автомобильная выставка в Санкт-Петербурге (1907)
I Международная автомобильная выставка — автомобильная выставка, открывшаяся в Санкт-Петербурге 19 мая 1907 года. Основные мероприятия проходили в комплексе зданий Михайловского манежа. Целью выставки была заявлена популяризация российского и мирового автомобилестроения, а также  формирование отечественного автомобильного рынка.

## Описание выставки
21 января 1907 года на заседании комитета «Российского автомобильного общества» было рассмотрено обращение французской спортивной газеты «L’Auto», которая предложила помощь в организации и проведении в России первого автомобильного салона. Большинством голосов эта идея была поддержана. Вскоре был учреждён распорядительный комитет выставки. Председателем комитета был выбран первый секретарь «Российского автомобильного общества» Павел Павлович Беккель. В распорядительного комитета также вошли: председатель «Российского автомобильного общества» граф В. В. Гудович, редактор автомобильных журналов А. П. Нагель, авиаконструктор В. В. Лебедев, редактор газеты «L’Auto» Г. Лефевр. Местом проведения автосалона был выбран Михайловский манеж в Санкт-Петербурге.
По мнению организаторов, выставка подобного рода откроет новую эру в истории русского автомобилизма. Каждый посетитель получит возможность увидеть новейшие модели автомобильной техники. Экспонаты выставки высочайшего качества сможет приобрести по умеренной цене любой желающий. Выставка должна дать толчок русской автомобильной промышленности, которая находится в стадии становления и страдает от отсутствия внимания и заказов.
По правилам выставки все экспонаты делились на шесть классов:
- легковые автомобили, шасси и кузова
- автомобили, велосипеды и мотоциклы
- двигатели, шины, рамы, ремонтное и гаражное оборудование
- одежда и обувь для автомобилистов и мотоциклистов
- грузовики, омнибусы, тяжелая сельскохозяйственная и дорожная техника
- лодки, буксиры, баржи

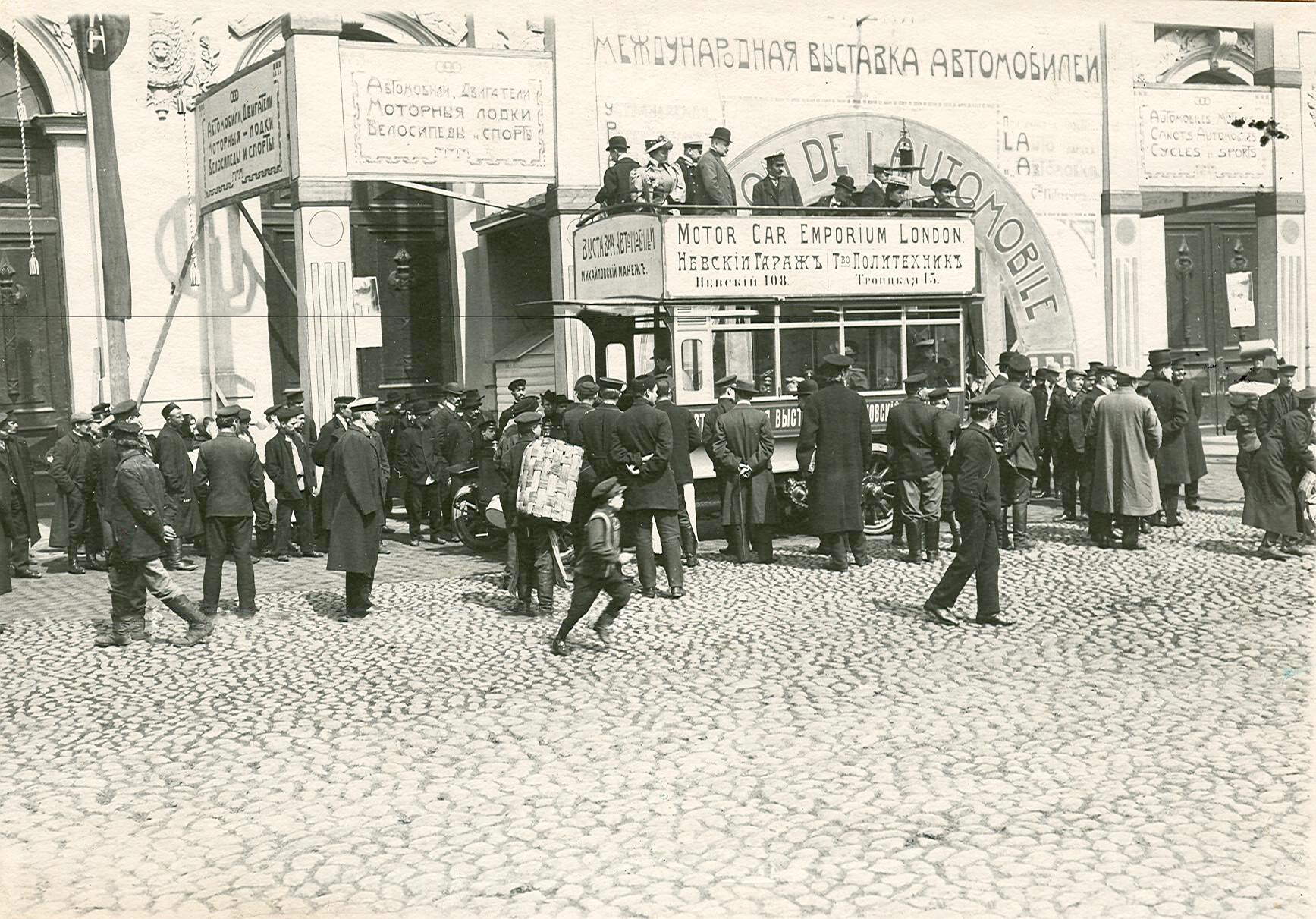
Посетители у входа на выставку
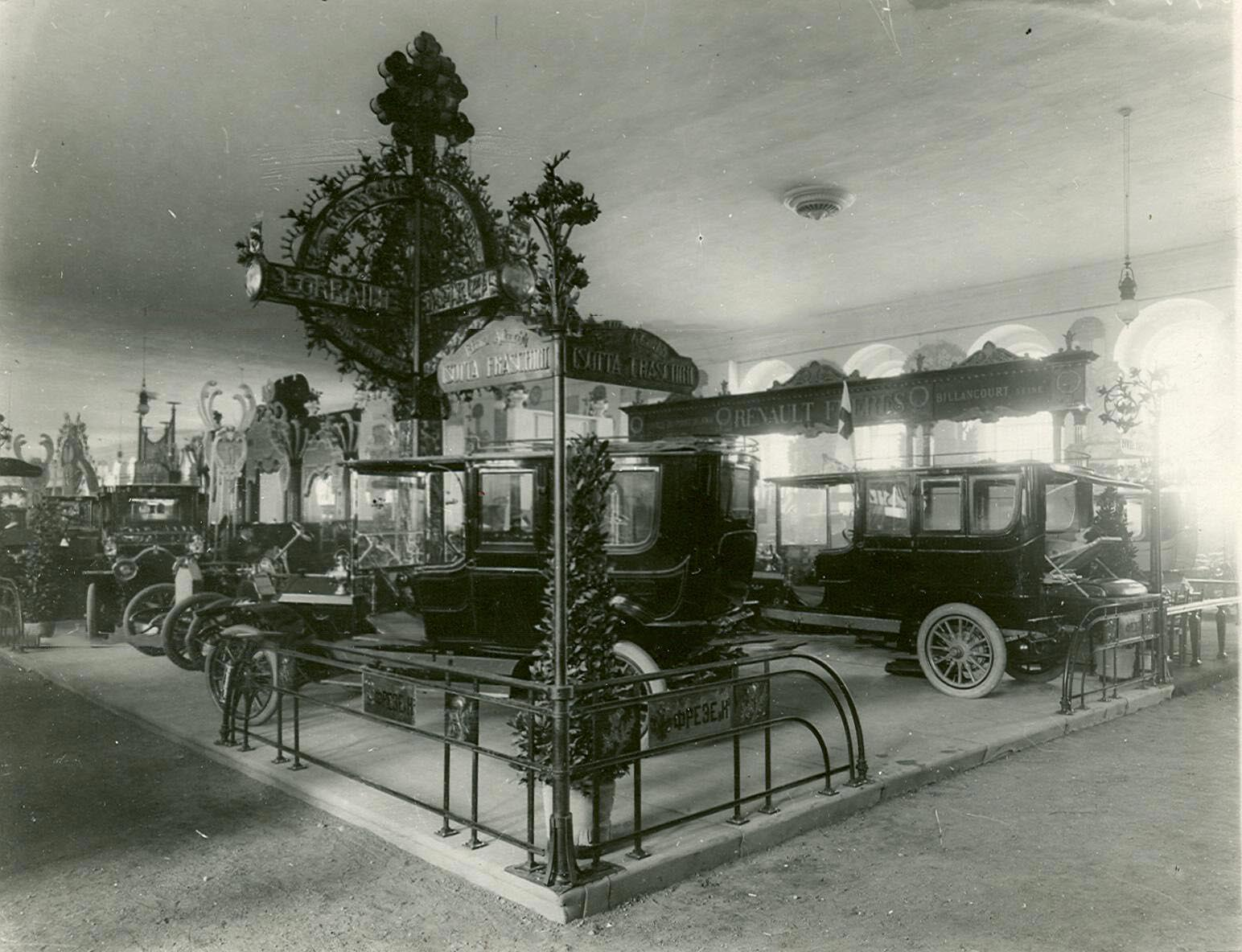
Часть выставочного зала
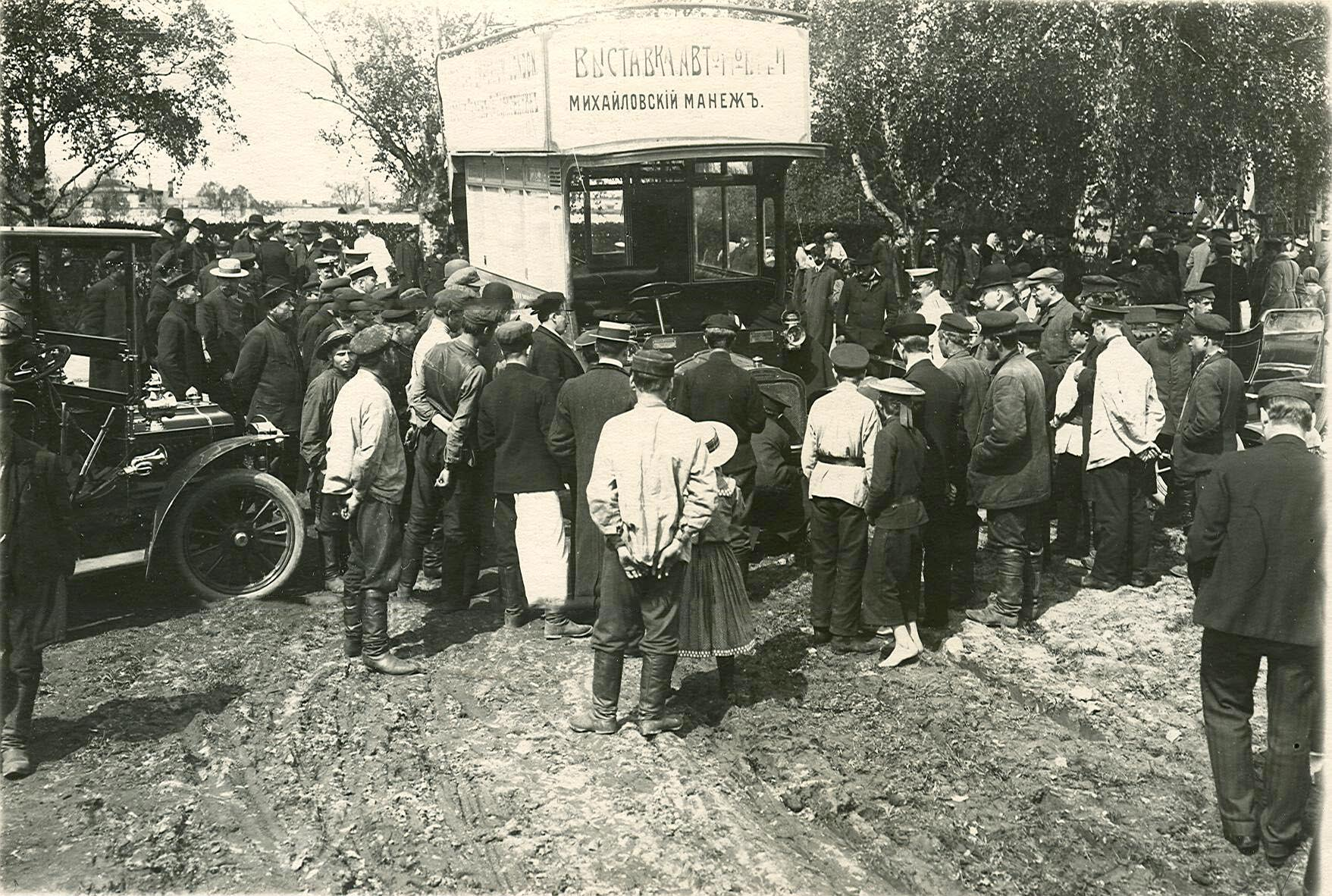
Посетители на открытой площадке
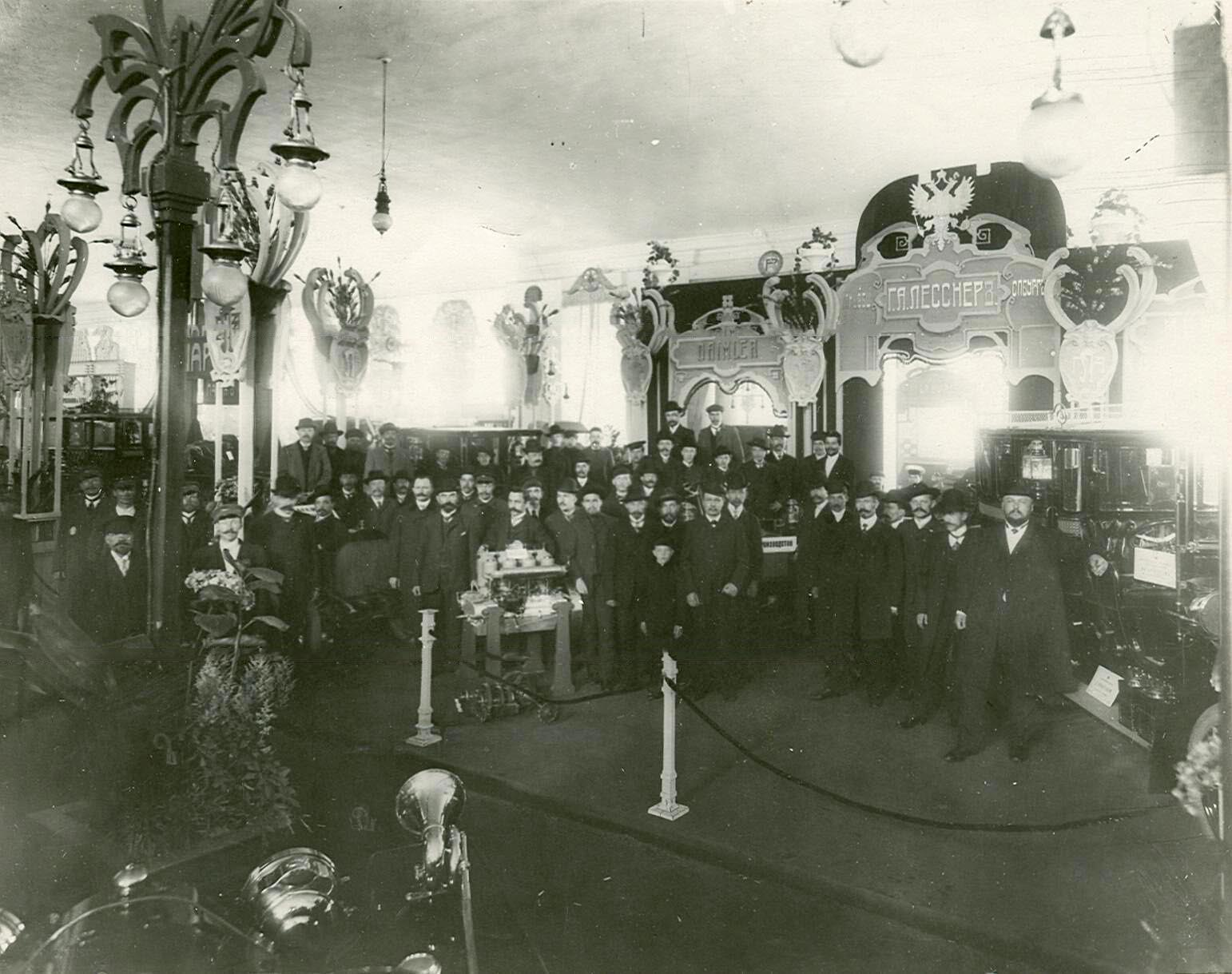
Представители фирмы «Г.А. Лесснер»

## Участники выставки
Организационный комитет, для привлечения большего количества экспонентов, установил низкую плату за аренду выставочных площадей, объявил о беспошлинном ввозе и продаже в России экспонатов выставки, предоставил преференции на проживание и питание для делегатов. Доставка экспонатов железнодорожным транспортом по территории Российской империи была бесплатной. Возможность продвижения на новые рынки сбыта привлекла на выставку крупных автомобильных производителей со всей Европы и Америки. Так, французское автомобилестроение представляли 30 предприятий, а Германию тринадцать фирм. Производители из США, Англии, Австро-Венгрии, Дании, Бельгии, Швейцарии, Италии также присоединились к участию в выставке. Первые стенды выставки начали заполняться с 23 марта. На церемонии открытия присутствовали министры царского правительства, главы дипломатического корпуса и представители высшего петербургского общества. 
Фирмы — участники выставки:
| - «Рено» (Renault) - «Лорен-Дитрих» (Lorraine Dietrich) - «Берлье» (Berliet) - «Брэйзье» (Brasier) - «Мерседес» (Mercedes) - «Опель» (Opel) - «Минерва» (Minerva) - «Ватерман» (Waterman) | - «Форд» (Ford) - «Зауэр» (Saurer) - «Кадиллак» (Cadillac) - «Пип» (Pipe) - «Лаурин & Клемент» (Laurin & Klement) - «Гаггенау» (Gaggenau) - «Мишлен» (Michelin) - «НАГ» (N.A.G) | - «Панар-Левассор» (Panhard-Levassor) - «Фиат» (F.I.A.T) - «Пежо» (Peugeot) - «Континенталь» (Continental) - «Котен-Дегут» (Cottin & Desgouttes) - «Олдсмобиль» (Oldsmobile) - «Ришар-Юник» (Richard-Unic) - «Сизер-Нодэн» (Sizaire-Naudin) |  |

Отечественное автомобилестроение представляли 37 предприятий, компаний и фирм. «Акционерное общество Г. А. Лесснер» (грузовик, почтовая машина, два легковых автомобиля), компания «Фрезе и К°» и «Петербургская фабрика П. Д. Яковлева» экспонировали кузова для автомобилей. Российские торговые компании занимались продажей автотоваров, поставленных из-за границы. Шинную продукцию представили «Российская резиновая мануфактура» и Товарищество «Проводник». Фирма «Кольбе Р.» представила российские моторы и динамомашины.

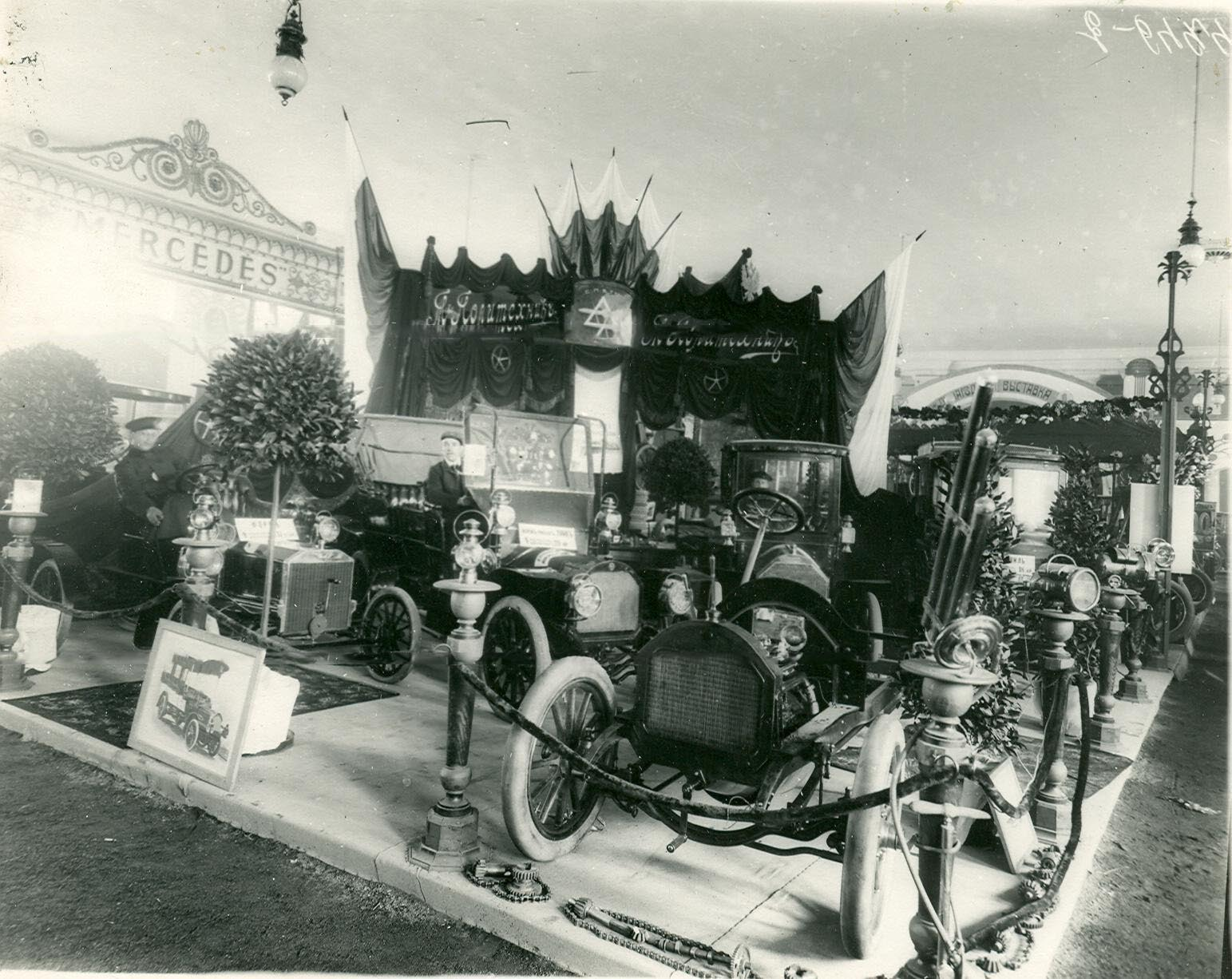
Автомобили петербургского товарищества «Политехник»
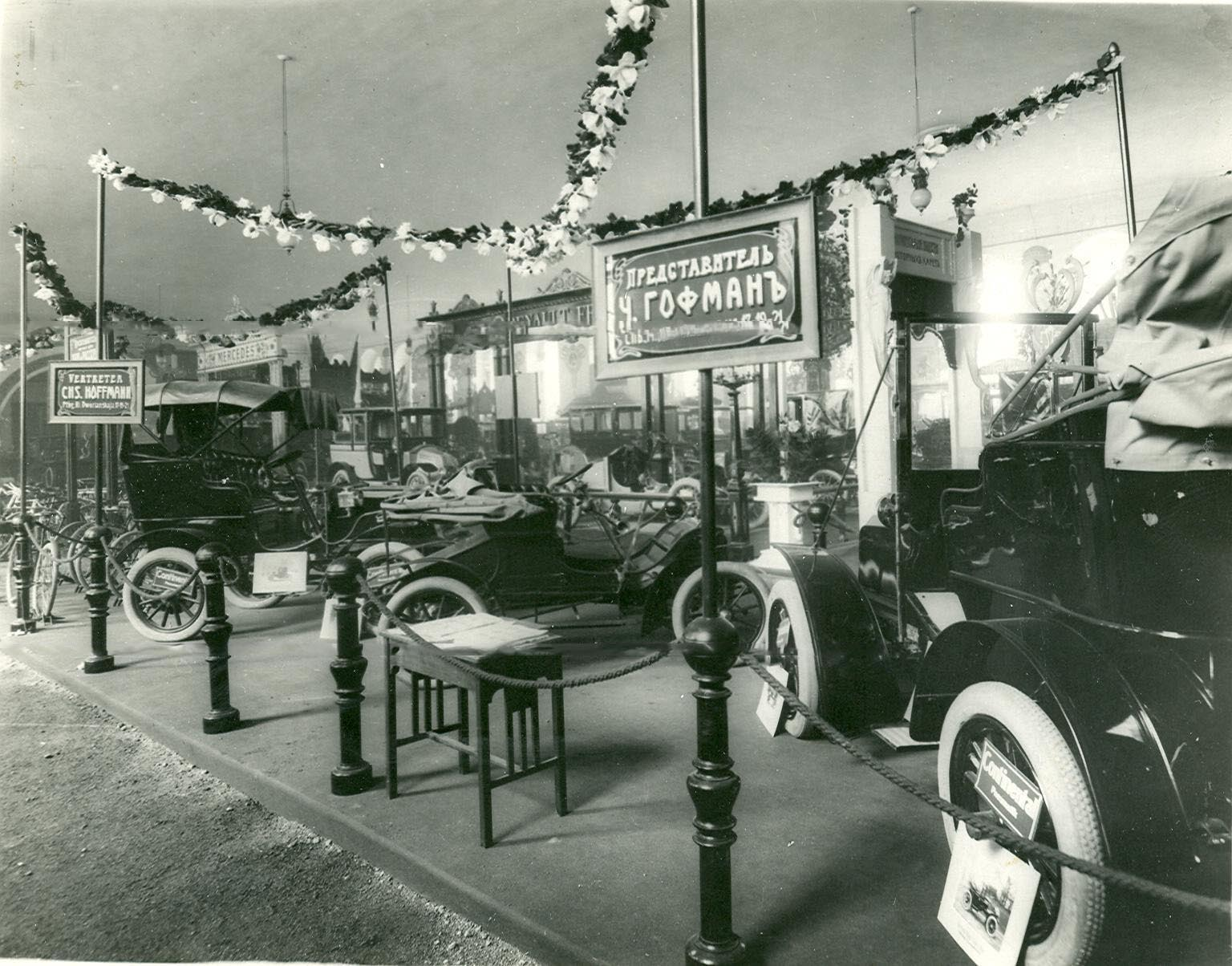
Моторные кареты багетной фабрики «Ч. Гофман»
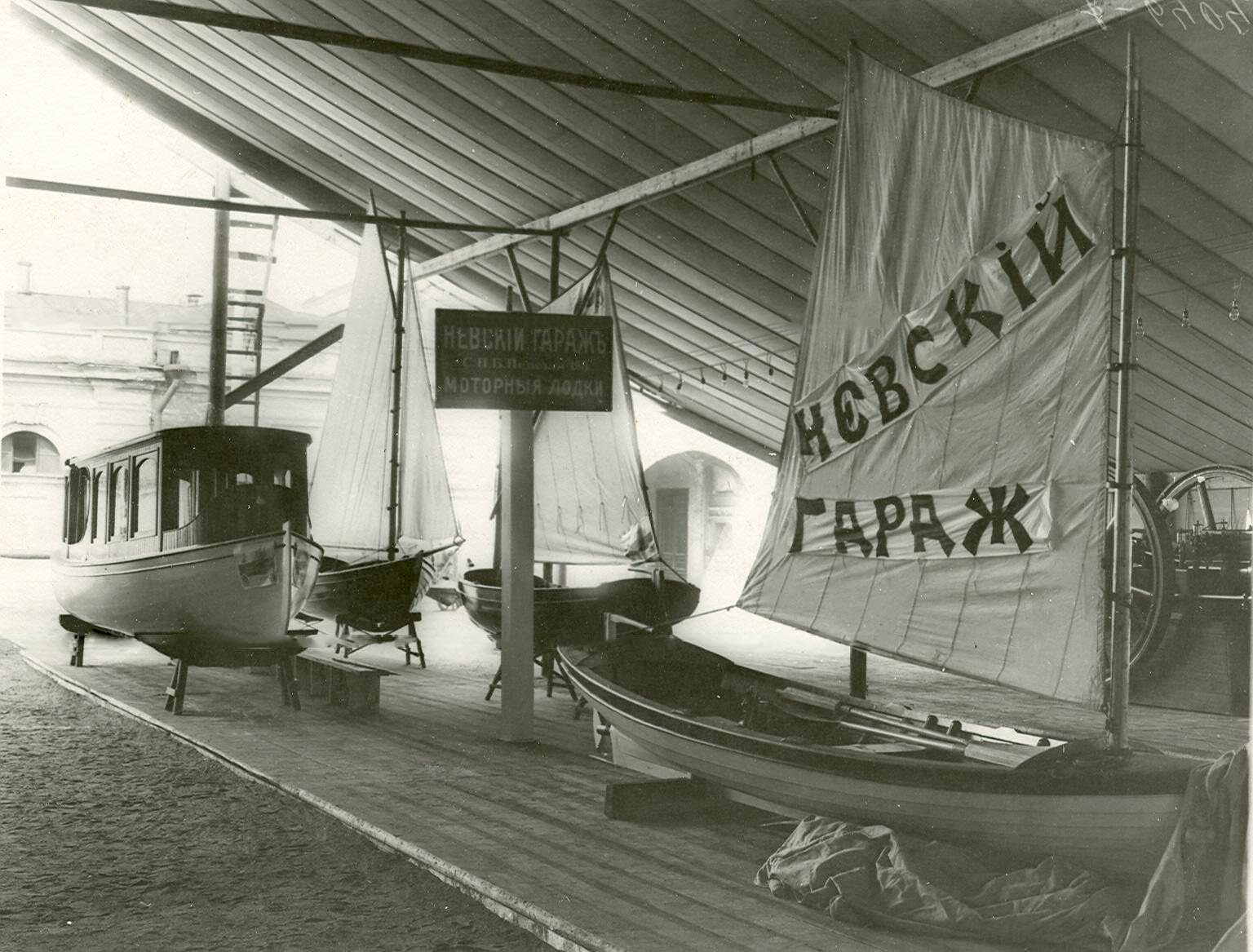
Моторные лодки товарищества «Невский гараж»
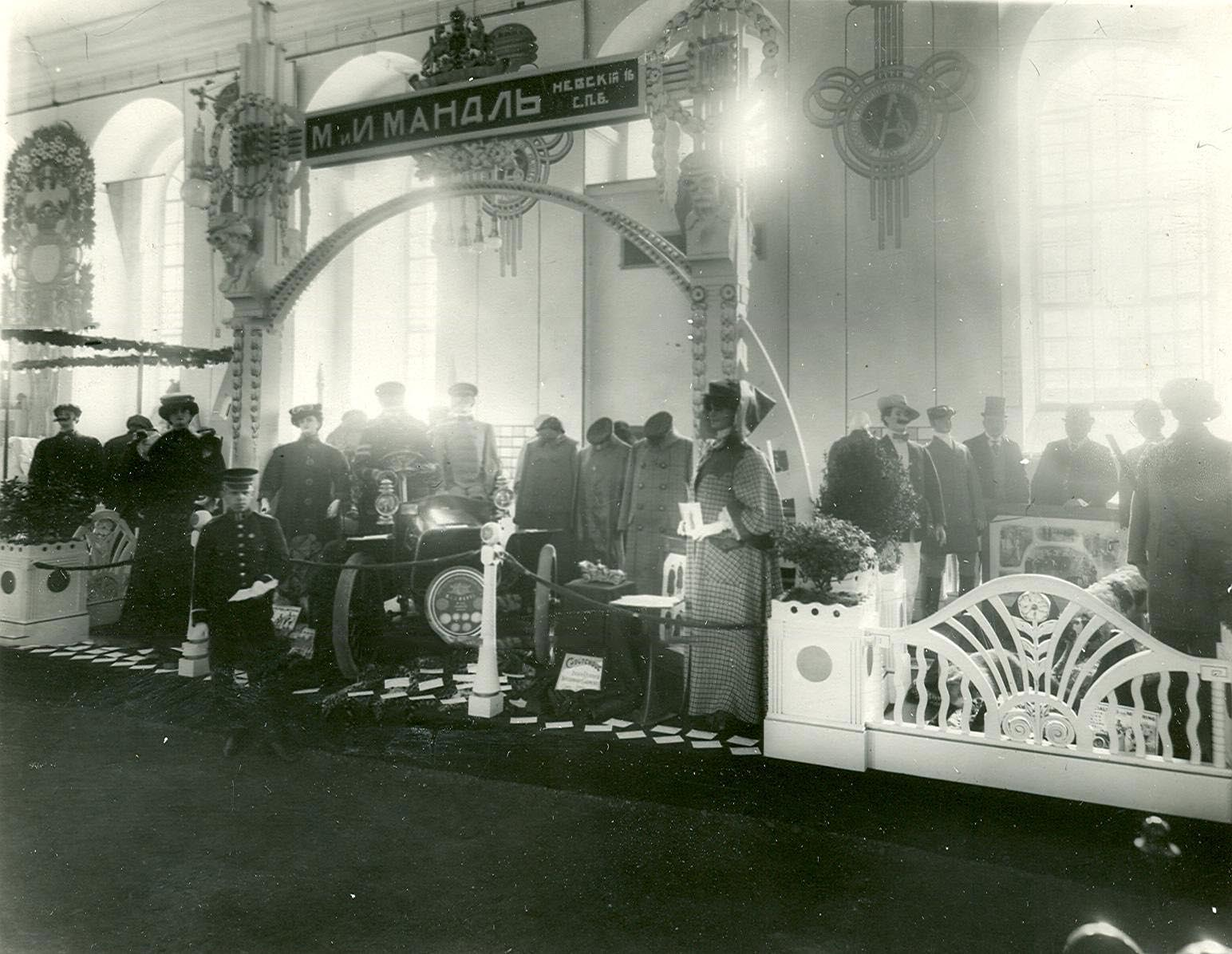
Автомобильные костюмы фирмы «М. и И. Мандль»

## Награды
Экспертная комиссия за лучшие экспонаты присудила как правительственные, так и частные награды в виде «Дипломов», «Почётных призов», «Похвальных отзывов», Золотых, Серебряных и Бронзовых медалей.
| Награда                                           | Награждённый                                                       | Страна   | Примечание                                                                                |
| ------------------------------------------------- | ------------------------------------------------------------------ | -------- | ----------------------------------------------------------------------------------------- |
| Золотая медаль Его Величества Государя Императора | Машиностроительный, чугунолитейный и кабельный завод «Г.А. Леснер» | Россия   | За установление автомобильного производства в России                                      |
| Большая золотая медаль                            | «Фрезе и К°»                                                       | Россия   | За производство автомобильных кузовов и инициативу в распространении автомобилей в России |
| Большая золотая медаль                            | «Лорен-Дитрих» (Lorraine Dietrich)                                 | Франция  | За выставленные автомобили                                                                |
| Большая золотая медаль                            | «Рено» (Renault)                                                   | Франция  | За выставленные автомобили                                                                |
| Большая золотая медаль                            | «Панар-Левассор» (Panhard-Levassor)                                | Франция  | За выставленные автомобили                                                                |
| Большая золотая медаль                            | «Делоне-Бельвиль» (Delaunay-Belleville)                            | Франция  | За выставленные автомобили                                                                |
| Большая золотая медаль                            | «Мерседес» (Mercedes)                                              | Франция  | За выставленные автомобили                                                                |
| Большая золотая медаль                            | «Кригер» (Krieger)                                                 | Франция  | За выставленные электрические автомобили                                                  |
| Большая золотая медаль                            | «Пюто» (Puteaux)                                                   | Франция  | За выставленные автомобили                                                                |
| Большая золотая медаль                            | «Фиат» (F.I.A.T)                                                   | Италия   | За выставленные автомобили                                                                |
| Большая золотая медаль                            | «Евгений Брийе» (Eugène Brillié)                                   | Франция  | За выставленный грузовой автомобиль, построенный на заводе «Шнейдер и К°»                 |
| Большая золотая медаль                            | «НАГ» (N.A.G)                                                      | Германия | За выставленные легковые автомобили, грузовой автомобиль и омнибус                        |
| Большая золотая медаль                            | «Петербургская фабрика П. Д. Яковлева»                             | Россия   | За выставленные автомобильные кузова                                                      |

Кроме Больших золотых медалей были вручены 6 Малых золотых медалей, 18 Больших серебряных медалей, 30 Малых серебряных медалей, 36 Бронзовых медалей. От Военного министерства: одна золотая и одна серебряная медаль. От Министерства Землеустройства и Земледелия: одна большая серебряная медаль, две малых серебряных медали, три бронзовых медали. От Министерства Путей Сообщения: пять почётных дипломов. 27 российских участников были отмечены различными наградами.

## Сопутствующие мероприятия
Комитет выставки, Санкт-Петербургский «Автомобиль-клуб» и «Московский автомобильный клуб» организовали автогонку по маршруту Москва — Санкт-Петербург. Императорский приз в 1500 рублей, получил француз А. Дюрэ на автомобиле марки «Лорен-Дитрих». Он пришел на финиш через 10 часов 2 минуты после старта. Результат, показанный гонщиком, более чем на 7 часов превосходил время участника пришедшего вторым. 
2 и 3 июня «Санкт-Петербургский речной Яхт-Клуб» устроил гонки моторных лодок. Победители и призёры были определены в пяти классах судов. Капитаны (командиры) победивших лодок получили от гоночной комиссии денежные призы в размере 150 рублей. Эти соревнования привлекли меньшее внимание публики чем гонки автомобилей.
4 июня на торжественном закрытии выставки французский аэронавт господин Фор поднялся на воздушном шаре и улетел за пределы видимости. Ценный приз ждал автомобилиста, который первым обнаружит место посадки и вернёт воздухоплавателя назад. Приз в 500 рублей получили россияне Нобель и Данилов. Они первыми нашли шар в районе Пулково, где тот зацепился за телеграфный столб.
Большое внимание уделялось атмосфере мероприятий. Ежедневно с 12 часов проходили выступления балалаечного и духового оркестров, а также оркестра венгерских цыган. Для посетителей работал ресторан и буфет.